# HMS Sjöbjörnen (1938)
HMS Sjöbjörnen var en svensk ubåt av Sjölejonet-klass som byggdes av Kockums och sjösattes den 15 januari 1938.